# Orchestre de la Philharmonie nationale hongroise
L'Orchestre de la Philharmonie nationale hongroise (en hongrois Nemzeti Filharmonikus Zenekar) — anciennement appelé Orchestre symphonique de l'État hongrois — est un orchestre philharmonique hongrois fondé en 1923.

## Chefs permanents
- Dezső Bor (1923–1939)
- Béla Csilléry (1939–1945)
- László Somogyi (1945-1952)
- János Ferencsik (1952-1984)
- Ken-Ichiro Kobayashi (1987–1997)
- Zoltán Kocsis (1997–2016)

## Créations
- Symphonie  no 4 de Gottfried von Einem